# Quiet Fire
Quiet Fire — третий студийный альбом американской певицы Роберты Флэк, выпущенный в 1971 году на лейбле Atlantic Records. Продюсером альбома стал Джоэл Дорн.
В поддержку альбом был выпущен сингл «Will You Still Love Me Tomorrow», добравшийся до 76-го места в чарте Billboard Hot 100 и до 15-го в чарте Easy Listening. Лонгплей занял 18-е место в чарте Billboard Top LPs и 4-е место в чарте Top Soul Albums. В США альбом также получил  золотую сертификацию.
За запись альбома Роберта Флэк получила номинацию на премию «Грэмми».

## Список композиций
| №  | Название                     | Автор(ы)                                 | Длительность |
| -- | ---------------------------- | ---------------------------------------- | ------------ |
| 1. | «Go up Moses»                | Роберта Флэк, Джесси Джексон, Джоэл Дорн | 5:20         |
| 2. | «Bridge over Troubled Water» | Пол Саймон                               | 7:13         |
| 3. | «Sunday and Sister Jones»    | Джин Макдэниелс                          | 4:48         |
| 4. | «See You Then»               | Джимми Уэбб                              | 3:40         |

| №  | Название                          | Автор(ы)                  | Длительность |
| -- | --------------------------------- | ------------------------- | ------------ |
| 1. | «Will You Still Love Me Tomorrow» | Кэрол Кинг, Джерри Гоффин | 3:59         |
| 2. | «To Love Somebody»                | Барри Гибб, Робин Гибб    | 6:41         |
| 3. | «Let Them Talk»                   | Сонни Томпсон             | 3:50         |
| 4. | «Sweet Bitter Love»               | Вэн Маккой                | 6:06         |

## Позиции в хит-парадах
| Хит-парад (1971)                       | Высшая позиция |
| -------------------------------------- | -------------- |
| США (Billboard 200)                    | 18             |
| США (Billboard Top R&B/Hip-Hop Albums) | 4              |
| США (Billboard Top Jazz Albums)        | 5              |

## Сертификации и продажи
| Регион | Сертификация | Продажи  |
| --- | ------------ | -------- |
| США (RIAA) | Золотой      | 500 000^ |
| * Данные о продажах приведены только на основе сертификации. ^ Данные о тиражах приведены только на основе сертификации. |              |          |